# ケセラセラ (Mrs. GREEN APPLEの曲)
「ケセラセラ」は、日本のロックバンド・Mrs. GREEN APPLEの楽曲。2023年4月25日にユニバーサルミュージック内のレーベル・EMI Recordsより配信限定でリリースされた。第65回日本レコード大賞受賞作品。

## 背景
2023年3月27日、バンドが朝日放送テレビ・テレビ朝日系連続ドラマ『日曜の夜ぐらいは…』の主題歌として書き下ろし楽曲を提供したことが発表された。バンドが連続テレビドラマの主題歌を書き下ろすのは初である。同月31日に公開されたドラマの告知映像によって楽曲の一部が解禁された。

## リリース
4月17日、同月30日のドラマ初回放送に先駆けて同月25日に楽曲が配信リリースされることが発表された。同月27日、楽曲がSpotifyのブランドCMソングに起用された。
12月29日、バンドのYouTubeチャンネルにて楽曲のドキュメンタリー映像が公開された。楽曲の制作からミュージック・ビデオの撮影の様子までが特集されている。

## ミュージック・ビデオ
配信開始日の4月25日にYouTubeにて公開された。
悩みの多い現代人を描いた現実世界と大森扮する神様がいる天空世界がフルCGで表現されている。監督は「PARTY」「青と夏」に続く3度目のタッグとなる戸塚富士丸監督。

## 受賞、認定
2023年11月23日、ミュージック・ビデオ作品が表彰される音楽アワード「MTV VMAJ 2023」を本楽曲が受賞した。
同年12月30日、本楽曲が第65回日本レコード大賞を受賞した。
2025年4月、NexTone Award 2025でBronze Medalを受賞。
2025年5月29日に日本レコード協会より、ストリーミングでのダイヤモンド認定（=5億回再生）が発表された。通算5作品目となり、作品数において歴代1位となった。

## 収録曲
| #  | タイトル       | 作詞・作曲 | 時間  |
| -- | -------------- | ---------- | ----- |
| 1. | 「ケセラセラ」 | 大森元貴   | 04:33 |

## タイアップ
- 朝日放送テレビ・テレビ朝日系連続ドラマ『日曜の夜ぐらいは…』の主題歌[43]

## テレビ出演
| 出演日        | 番組名                                   | 放送局         | 備考                                                                        |
| ------------- | ---------------------------------------- | -------------- | --------------------------------------------------------------------------- |
| 2023年5月1日  | CDTV ライブ! ライブ! 2時間スペシャル     | TBSテレビ      | フルサイズでの歌唱。                                                        |
| 2023年5月5日  | ミュージックステーション 2時間スペシャル | テレビ朝日     |                                                                             |
| 2023年5月12日 | Live 君の声が聴きたい                    | NHK総合        | 「ケセラセラ」「僕のこと」の全2曲を披露。「僕のこと」はフルサイズでの歌唱。 |
| 2025年7月5日  | THE MUSIC DAY 2025                       | 日本テレビ系列 | 「breakfast」「ダンスホール」「ケセラセラ」の全3曲を披露。                  |